# Équipe de Tanzanie de cricket
L'équipe nationale de cricket de Tanzanie est l'équipe masculine représentant la Tanzanie dans les compétitions internationales de cricket. Le cricket est joué dans ce qui est aujourd'hui la Tanzanie depuis 1890, et l'équipe nationale fait ses débuts pour la première fois en 1951.
La fédération tanzanienne de cricket devient membre associé de l'International Cricket Council (ICC) en 2001, après avoir fait partie de la East and Central Africa Cricket Conference, membre de l'ICC à part entière.
En avril 2018, l'ICC décide d'accorder le statut complet de Twenty20 international à tous ses membres. Par conséquent, tous les matchs Twenty20 disputés entre la Tanzanie et d'autres membres de la l'ICC depuis le 1er janvier 2019 sont officiellement homologués.

## Histoire

### Les débuts du cricket en Tanzanie
Le cricket est joué pour la première fois sur l'île de Zanzibar par la marine britannique, en tant que divertissement pour les officiers et l'équipage. Le cricket se répand ensuite au Tanganyika lorsque les Britanniques exercent le mandat de la Société des Nations sur le territoire en 1919.
Le cricket commence à se concentrer principalement sur la côte et à Zanzibar, avec un développement particulier à Dar-es-Salaam. La population indienne se met rapidement à jouer et, dans les années 1930, donne au pays la majorité des joueurs, avec toutefois une importante minorité européenne.

#### Premiers matchs internationaux
La distance entre le Tanganyika et les autres pays des Grands Lacs africains empêche les premiers matchs internationaux de se jouer avant 1951, lorsque le Tanganyika perd par une manche contre l'équipe du Kenya. Des matchs occasionnels contre le Kenya ou l'Ouganda sont joués tout au long des années 1950 et Zanzibar dispute également des matchs contre cette deuxième nation, à partir de 1956.
D'autres adversaires viennent de plus loin, comme le Marylebone Cricket Club en 1957 et 1963, et l'équipe de cricket Pakistan International Airlines en 1964. Les matchs occasionnels contre le Kenya et l'Ouganda conduisent à l'introduction d'un tournoi triangulaire formel en 1967, qui devient plus tard un tournoi quadrangulaire avec l'accueil de la Zambie.

#### Déclin
Avec la nationalisation de nombreuses entreprises au début des années 1970, une grande partie de la population indienne et britannique commence à quitter le pays. Les joueurs de cricket, dont John Solanky, qui joue alors pour Glamorgan, sont parmi les premiers à quitter le pays, et le niveau de l'équipe décline.
Depuis les années 1970, la Tanzania Cricket Association se concentre sur le développement du jeu parmi les communautés africaines, et l'équipe nationale contient désormais entre 20 et 25% de joueurs africains. L'équipe nationale retrouve sa forme au milieu des années 1990, lorsqu'elle parvient à être finaliste de deux tournois panafricains en 1994 et 1995, bien qu'une légère baisse de niveau survienne à nouveau à la fin des années 1990.

#### Adhésion à l'ICC
La Tanzania Cricket Association devient membre associé de l'ICC en 2001 (le pays avait auparavant joué au cricket international dans le cadre des équipes combinées d'Afrique de l'Est et d'Afrique de l'Est et centrale), ouvrant de nouvelles opportunités pour le cricket tanzanien. Les premiers matches de l'équipe nationale en tant que membre de l'ICC ont lieu lors de la Coupe d'Afrique 2002 où ils perdent leurs quatre matches,.
L'équipe montre une nette amélioration lors du championnat de l'Association africaine de cricket en 2004, où ils terminent également derniers, mais battent la Zambie lors du dernier match du tournoi, qui constitue une épreuve de qualification pour le trophée de l'ICC 2005. Une amélioration encore plus forte a lieu lors du même tournoi deux ans plus tard, quand ils remportent la deuxième division de la région Afrique de la Ligue mondiale de cricket. Ce résultat qualifie la Tanzanie pour la troisième division de la Ligue mondiale de cricket à Darwin en 2007. La Tanzanie termine sixième du tournoi après avoir perdu contre Hong Kong lors d'un barrage, ce qui les relègue en quatrième division.
En 2008, la Tanzanie accueille la quatrième division de la Ligue mondiale de cricket. L'équipe nationale termine quatrième, ce qui leur permet de se maintenir en quatrième division pour le tournoi suivant, joué en Italie, en 2010. Ils terminent à nouveau 4es, se maintenant encore une fois en quatrième division.

## Historique des tournois

### Coupe du Monde
- De 1975 à 1987 : Jeu avec l'équipe de cricket d'Afrique de l'Est
- De 1992 à 2003 : Jeu avec l'équipe de cricket d'Afrique orientale et centrale
- En 2007 : Non qualifié[13]

### Qualification pour la Coupe du Monde ICC
- De 1979 à 986 : Jeu avec l'équipe de cricket d'Afrique de l'Est
- De 1990 à 2001 : jeu avec l'équipe de cricket d'Afrique orientale et centrale
- En 2005 : Non qualifié[13]

### Ligue mondiale de cricket, Région Afrique
- Deuxième Division 2006 : Gagnants[11]

### Coupe d'AfriqueT20
- 2022 : Finalistes

## Records et statistiques
Résumé des matchs internationaux
| Résumé des matchs      |    |    |   |   |    |                 |
| Format                 | M  | O  | L | J | NR | Match inaugural |
| Twenty20 International | 39 | 28 | 8 | 0 | 3  | 2 novembre 2021 |

### Twenty20 International
- Meilleur total d'équipe : 242/6 contre le Mozambique le 2 novembre 2021 au Gahanga International Cricket Stadium, à Kigali[15].
- Meilleur score individuel : 90 *, Arshan Jasani contre le Kenya le 17 novembre 2021 à l'IPRC Cricket Ground, à Kigali[16].
- Meilleures figures de bowling individuelles : 5/2, Yalinde Nkanya contre le Cameroun le 9 décembre 2022 à l'IPRC Cricket Ground[17].

| Player         | Runs | Average | Career span |
| -------------- | ---- | ------- | ----------- |
| Ivan Selemani  | 965  | 28.38   | 2021–2022   |
| Abhik Patwa    | 722  | 28.88   | 2021–2022   |
| Kassim Nassoro | 577  | 27.47   | 2021–2022   |
| Amal Rajeevan  | 498  | 26.21   | 2021–2022   |
| Omary Kitunda  | 252  | 13.26   | 2021–2022   |

| Player             | Wickets | Average | Career span |
| ------------------ | ------- | ------- | ----------- |
| Yalinde Nkanya     | 45      | 8.60    | 2022        |
| SanjayKumar Thakor | 38      | 12.50   | 2021–2022   |
| Ally Kimote        | 35      | 17.42   | 2021–2022   |
| Kassim Nassoro     | 32      | 17.25   | 2021–2022   |
| Salum Jumbe        | 31      | 18.90   | 2021–2022   |

Record T20I par rapport aux autres nations
| Adversaire   | M  | O  | L | J | NR | Premier match     | Première victoire |
| ------------ | -- | -- | - | - | -- | ----------------- | ----------------- |
| Botswana     | 2  | 2  | 0 | 0 | 0  | 7 novembre 2021   | 7 novembre 2021   |
| Cameroun     | 3  | 3  | 0 | 0 | 0  | 6 novembre 2021   | 6 novembre 2021   |
| Eswatini     | 1  | 1  | 0 | 0 | 0  | 6 décembre 2022   | 6 décembre 2022   |
| Gambie       | 1  | 1  | 0 | 0 | 0  | 6 décembre 2022   | 6 décembre 2022   |
| Ghana        | 1  | 1  | 0 | 0 | 0  | 4 décembre 2022   | 4 décembre 2022   |
| Kenya        | 3  | 2  | 1 | 0 | 0  | 17 novembre 2021  | 17 novembre 2021  |
| Malawi       | 1  | 1  | 0 | 0 | 0  | 20 septembre 2022 | 20 septembre 2022 |
| Mozambique   | 2  | 2  | 0 | 0 | 0  | 2 novembre 2021   | 2 novembre 2021   |
| Nigeria      | 3  | 2  | 0 | 0 | 1  | 17 novembre 2021  | 17 novembre 2021  |
| Rwanda       | 11 | 10 | 1 | 0 | 0  | 31 octobre 2022   | 31 octobre 2022   |
| Sierra Leone | 2  | 2  | 0 | 0 | 0  | 3 novembre 2021   | 3 novembre 2021   |
| Ouganda      | 9  | 1  | 6 | 0 | 2  | 18 novembre 2021  | 19 décembre 2022  |

## Joueurs

### Équipe actuelle
Cette liste répertorie tous les joueurs qui ont joué pour la Tanzanie au cours des 12 derniers mois ou qui ont fait partie de la dernière équipe T20.
| Nom                 | Âge      | Style de frappeur | Style de quilles            | Remarques      |
| Batteurs            | Batteurs | Batteurs          | Batteurs                    | Batteurs       |
| ------------------- | -------- | ----------------- | --------------------------- | -------------- |
| Ivan Selemani       | 24       | Droitier          | Pause bras droit            |                |
| Omary Kitunda       | 25       | Droitier          | Médium bras droit           |                |
| Abhik Patwa         | 38       | Droitier          | Pause bras droit            | Capitaine      |
| Abdallah Jabiri     | 22       | Droitier          |                             |                |
| Jitin Singh         | 41       | Droitier          | Médium bras droit           |                |
| Dhrumit Mehta       | 21       | Droitier          | Pause bras droit            |                |
| Polyvalents         |          |                   |                             |                |
| Kassim Nassoro      | 36       | Droitier          | Pause bras droit            | Vice capitaine |
| Md Yunusu Issa      | 23       | Droitier          | Médium bras droit           |                |
| Gardiens de guichet |          |                   |                             |                |
| Amal Rajeevan       | 27       | Droitier          |                             |                |
| Lanceurs de spin    |          |                   |                             |                |
| Yalinde Nkanya      | 21       | Droitier          | Orthodoxe bras gauche lent  |                |
| Sanjay Thakor       | 34       | Droitier          | Pause jambe droite          |                |
| Akhil Anil          | 27       | Gaucher           | Pause bras droit            |                |
| Riziki Kiseto       | 35       | Droitier          | Pause bras droit            |                |
| Quilleurs de rythme |          |                   |                             |                |
| Allié Kimote        | 32       | Droitier          | Médium bras droit           |                |
| Salum Jumbé         | 27       | Gaucher           | Bras droit moyen-rapide     |                |
| Abduramani Hussein  | 22       | Droitier          | Moyen-rapide du bras gauche |                |